# 五粽亭広貞
五粽亭 広貞（ごそうてい ひろさだ、生没年不詳）とは、江戸時代の大坂の浮世絵師。

## 来歴
歌川国升の門人、大坂の人で布袋町に住む。五粽亭と号し、「蘭畦」、「小西五長」、「貞」の印章を使用する。作からは弘化4年（1847年）以前に広国と称したことが知られる。確認される作画期は弘化4年から文久3年（1863年）にかけてで、中判の役者絵を多数描いている。門人に歌川広兼（照皇亭貞広）がいる。

## 作品
- 「犬塚信乃・嵐璃珏」　中判錦絵　早稲田大学演劇博物館所蔵　※嘉永元年（1848年）5月、大坂筑後芝居『花魁莟八総』より
- 「八犬伝之内　犬つか信乃（二代目嵐璃珏）」　大判錦絵　池田文庫所蔵　※同上
- 「芸子菊の・沢村其答　笹野三五兵衛・市川海老蔵　勝間源五兵衛・三枡大五郎」　中判錦絵3枚続　池田文庫所蔵　※嘉永2年閏4月、筑後芝居『五大力恋縅』より
- 「日蓮上人一代記」　中判錦絵2枚続、5組揃　池田文庫所蔵　※嘉永2年10月、大坂竹田芝居『日蓮上人御法海』より
- 「弁ノ内侍・中村大吉　楠正行・嵐璃寛　狐又五郎・嵐璃珏」　中判錦絵3枚続　池田文庫所蔵　※嘉永3年3月、筑後芝居『同計略花芳野山』（とばかりはなのよしのやま）より
- 「団七九郎兵衛・中村歌右衛門」（夏祭忠孝伝）　中判錦絵2枚続　池田文庫所蔵　※嘉永3年5月、大坂中の芝居『夏祭浪花鑑』より
- 「文覚上人・嵐璃寛」　中判錦絵上下2枚続　池田文庫所蔵　※文久元年8月、大坂角の芝居『摂州渡辺橋供養』より